# 夏油高原温泉郷

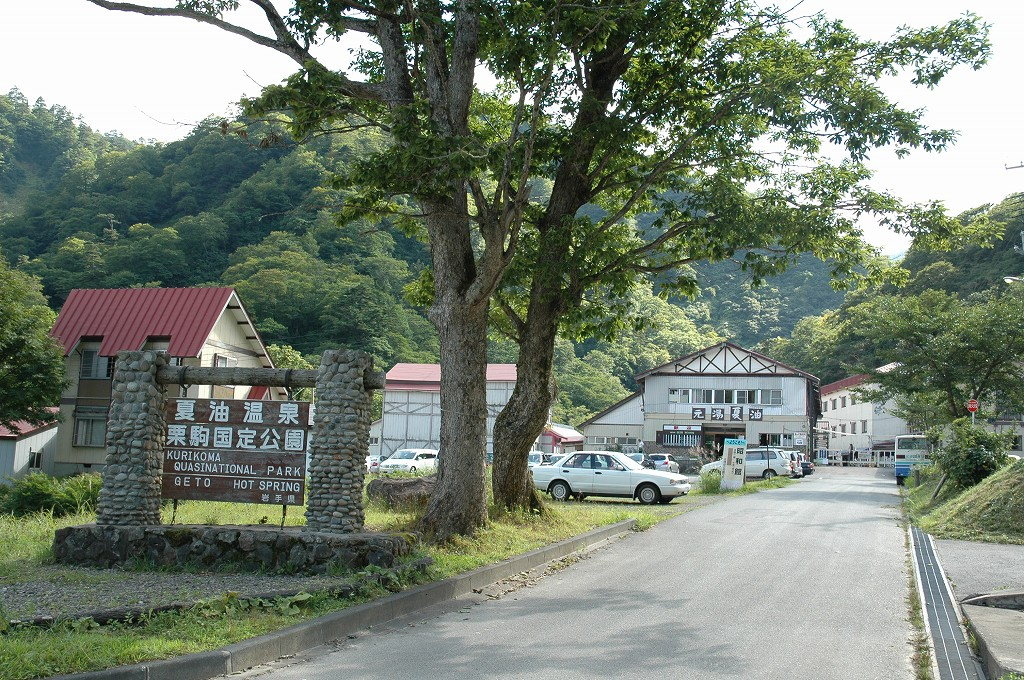
夏油温泉

夏油高原温泉郷（げとうこうげんおんせんきょう）は岩手県北上市にある温泉郷。4つの温泉地の総称である。

## 概要
以下は夏油高原温泉郷／北上市公式ホームページに依拠する。

### 夏油温泉
夏油温泉を参照。

### 入畑温泉
入畑ダムの近くにある弱アルカリ性単純温泉。ラジウム含有量が多い。かけ流し。
一軒宿「入畑温泉瀬目乃湯」が存在する。冬期休業となる夏油温泉に対し冬期のみの営業である。
治承・寿永の乱に敗れた平家の落人によって発見されたといわれ、江戸時代に「瀬目乃湯」が開業、昭和初期に一度閉鎖されたのち復活し、1997年から株式会社入畑温泉によって経営されている。

### 瀬美温泉
入畑温泉よりやや手前にある単純温泉。メタ珪酸の含有量が多い。一部消毒・加温のかけ流し。
一軒宿「美人の湯　瀬美温泉」が存在する。美人の湯（pH7.8の弱アルカリ性）、長寿の湯（pH8.0の弱アルカリ性）、夢の湯（pH8.8のアルカリ性）という液性が異なる3つの源泉を併用しており、男湯・女湯・内風呂・露天風呂などで使い分けられている。
1960年に創業した。

### 水神温泉
夏油渓谷の入口にある弱アルカリ性単純温泉。かけ流し。
一軒宿「水神温泉東館」が存在するほか、温泉を活用した「サンシャインスタイルビレッジ」というグランピング施設が存在する（2020年から休業した「水神温泉山照園」の跡地。宿泊者は山照園の温泉を利用できる）。
「山照園」の開業は1968年だが、源泉の掘削時期は不明。1984年に「東館」が設立され現在に至る。

## その他
夏油高原スキー場の構内に「夏油高原温泉 兎森の湯」という弱アルカリ性単純温泉がある。

## 交通
夏油高原いで湯ラインによって北上市街と結ばれている。ただし冬期通行止めとなる。
以下のルートは水神温泉までのもの。

### 公共交通機関
夏油温泉までの路線バスは現存しない。北上駅から各温泉地に立ち寄り夏油高原スキー場とを結ぶシャトルバスが存在するが、行きは途中下車、帰りは途中乗車ができないとの情報もある。
- 東北新幹線北上駅から車で30分（一部旅館は送迎を行っている）。
- 北上線横川目駅から車で13分、徒歩で2時間。
- 東北本線金ヶ崎駅から金ヶ崎町田園バス西根線で千貫石温泉下車、徒歩1時間。

### 自家用車
- 東北道北上金ヶ崎ICから17分。
- 秋田自動車道北上西ICから10分。